# Scinax maracaya
Scinax maracaya är en groddjursart som först beskrevs av Cardoso och Sazima 1980.  Scinax maracaya ingår i släktet Scinax och familjen lövgrodor. IUCN kategoriserar arten globalt som otillräckligt studerad. Inga underarter finns listade i Catalogue of Life.